# Анчок, Зигмунд
Зигмунд Юзеф Анчок (пол. Zygmunt Józef Anczok; род. 14 марта 1946, Люблинец, Люблинецкий повят) — польский футболист и тренер, выступал на позиции защитника. Игрок сборной Польши. Олимпийский чемпион (1972).

## Клубная карьера
Зигмунд Анчок начал футбольную карьеру в 1959 году в клубе «Спарта» (Люблинец), в котором выступал до 1963 года. Затем перешёл в клуб «Полония» (Бытом), с которым достиг в своей карьере наибольшего успеха в национальных и международных соревнованиях: в сезоне 1964/65 годов выиграл Кубок Карла Раппана, дважды завоевал бронзовые медали Чемпионата Польши (1966, 1969), в 1966 году получил звание Игрока года по результатам опроса в журнале «Спорт». В «Полонии» (Бытом) выступал до 1971 года и провёл за команду 194 поединка в польском чемпионате.
После этого Анчок стал игроком действующего на тот момент чемпиона Польши и обладателя кубка Польши клуба «Гурник» (Забже), с которым защитил золотой дубль в сезоне 1971/72 годов, а также стал вице-чемпионом Польши в сезоне 1973/74 годов. В футболке «Гурника» выступал до 1974 года, за это время в чемпионате Польши провёл 38 матчей, в целом же в высшем дивизионе польского чемпионата сыграл 232 поединка.
В 1975 году уехал в Чикаго, где выступал в местных клубах «Висла Чикаго» (1975) и «Чикаго Катц» (1975—1976). В 1977 году вернулся в Европу, где стал игроком норвежского клуба — «Шейд» (Осло), в котором стал первым польским футболистом, в 1979 году в возрасте 33-х лет завершил карьеру футболиста.

## Карьера в сборной
Зигмунд Анчок выступал в сборной Польши с 1965 по 1973 год, сыграл 48 матчей. Дебютировал за сборную 13 октября 1965 года на стадионе «Хэмпден Парк» в Глазго в матче квалификации Чемпионата мира 1966 года против сборной Шотландии, который завершился победой поляков со счётом 2:1. Сильными сторонами игрока была выносливость и скорость, он часто принимал участие в атаках сборной и не ограничивался оборонительными задачами. Принимал участие в турне сборной по Южной Америке в мае 1966 года, где он противостоял известным бразильским нападающим Пеле и Гарринче в матче с национальной сборной Бразилии (поражения 1:4 и 1:2) и ничейный поединок (1:1) против сборной Аргентины в Буэнос-Айресе.
27 мая 1971 года в Москве участвовал в прощальном матче известного советского вратаря — Льва Яшина в команде звёзд ФИФА.
Во время олимпийского турнира в Мюнхене был основным игроком команды во главе с Казимежем Гурским и сыграл во всех семи поединках, включая финальный матч 10 сентября 1972 на Олимпийском стадионе в Мюнхене, где польская команда выиграла со счётом 2:1 у действующих олимпийских чемпионов — сборную Венгрии, и впервые в истории стала олимпийскими чемпионами. После этого карьеру Зигмунда в сборной прервали многочисленные травмы. Последний поединок в футболке сборной Польши сыграл в Кардиффе в матче квалификации чемпионата мира 1974 года со сборной Уэльса, который поляки проиграли со счётом 0:2.

## По завершении карьеры
По завершении карьеры футболиста некоторое время работал тренером в родном клубе «Спарта» (Люблинец).
С 2014 года член Клуба выдающихся игроков сборной.

## Достижения
«Полония» (Бытом)
- Чемпионат Польши
  - Бронзовый призёр (2): 1966, 1969

- Кубок Карла Раппана
  - Обладатель (1): 1965

«Гурник» (Забже)
- Чемпионат Польши
  - Чемпион (1): 1972
  - Серебряный призёр (1): 1974

- Кубок Польши
  - Обладатель (1): 1972

Сборная
- Олимпийский футбольный турнир
  - Чемпион (1): 1972